# Camille Lecointre
Pour les articles homonymes, voir Lecointre.
Camille Lecointre, née le 25 février 1985 à Harfleur, est une skippeuse française, membre de l'équipe de France de voile olympique.

## Biographie
Camille Lecointre commence la voile à sept ans, après que ses parents l'aient inscrite à un stage d'optimist.
Après son bac, elle devient titulaire d'une licence et d'un master de chimie à l'Université de Bretagne-Occidentale,.
Sur le circuit international depuis 2004, la licenciée de Brest a terminé quatrième avec Mathilde Géron en 470 aux Jeux olympiques d'été de 2012 à Londres. 
Elle est médaillée de bronze en 470 aux Championnats du monde de 2015 et remporte le titre mondial en 2016 avec Hélène Defrance. 
Sélectionnée avec Hélène Defrance pour disputer les Jeux olympiques d'été de 2016, elles décrochent la médaille de bronze en 470.
Aloïse Retornaz et Camille Lecointre sont sacrées championnes d'Europe de 470 à Sanremo, sont médaillées d'argent en 470 aux Jeux mondiaux militaires de 2019 à Wuhan, sont médaillées de bronze mondiales en 470 à Enoshima en 2019, et remportent la finale de la Coupe du monde de voile 2019 à Marseille.
Elle se voit décerner avec Aloïse Retornaz le prix de Marin de l'année 2019 par la Fédération française de voile.
Le duo est médaillé de bronze aux Jeux olympiques d'été de 2020 à Tokyo dans l'épreuve féminine de 470.
En 2023, elle intègre l'équipe de France Douane.

## Famille
Camille Lecointre est mariée au skipper israélien Gideon Kliger (en) avec lequel elle a un fils né en 2017.

## Palmarès

### Jeux olympiques
- 4e aux épreuves féminines de 470 à Londres en 470 avec Mathilde Géron
- Médaille de bronze aux épreuves féminines de 470 à Rio de Janeiro  avec Hélène Defrance
- Médaille de bronze aux épreuves féminines de 470 aux jeux Tokyo 2020 avec Aloïse Retornaz

### Championnat du monde
- Médaille d'or en 470 en 2016 avec Hélène Defrance
- Médaille d'argent en 470 en 2012
- Médaille de bronze en 470 en 2015 avec Hélène Defrance
- 9e du championnat du monde de 470 en 2007
- Médaille de bronze en 470 en 2019
- 4e du championnat du monde de 470 en 2021 avec Aloïse Retornaz[15]

### Championnat d'Europe
- Médaille d'or des Championnats d'Europe de 470 en 2013 avec Mathilde Géron
- Médaille d'or des Championnats d'Europe de 470 en 2019 avec Aloïse Retornaz
- Médaille d'or des Championnats d'Europe de 470 en 2021 avec Aloïse Retornaz
- Médaille d'argent des Championnats d'Europe de 470 en 2015 avec Hélène Defrance
- 7e des Championnats d'Europe de 470 en 2007
- 7e du championnat d'Europe 2008

### Jeux méditerranéens
- Médaille d'or en 470 aux Jeux méditerranéens de 2013 avec Mathilde Géron
- Médaille d'argent en 470 aux Jeux méditerranéens de 2005 avec Gwendolyn Lemaître
- Médaille de bronze en 470 aux Jeux méditerranéens de 2009 avec Mathilde Géron

### Jeux mondiaux militaires
- Médaillée d'argent en 470 aux Jeux mondiaux militaires de 2019 avec Aloïse Retornaz[8].

## Distinctions
- Chevalier de l'ordre national du Mérite le 1er décembre 2016[16]